# The Beginning of Times
The Beginning of Times je deseti studijski album finske Heavy Metal skupine Amorphis, izdan leta 2011.

## Seznam pesmi
1. Battle for Light - 5:35
2. Mermaid - 4:24
3. My Enemy - 3:25
4. You I Need - 4:22
5. Song of the Sage - 5:27
6. Three Words - 3:55
7. Reformation - 4:33
8. Soothsayer - 4:09
9. On a Stranded Shore - 4:13
10. Escape - 3:52
11. Crack in a Stone - 4:56
12. Beginning of Time - 5:51
13. Heart's Song - 4:07